# Pseudosphex novercida
Pseudosphex novercida är en fjärilsart som beskrevs av William James Kaye 1913. Pseudosphex novercida ingår i släktet Pseudosphex och familjen björnspinnare. Inga underarter finns listade.